# 李金生 (1908年)
李金生（1908年—1935年），福建省崇安县岚谷乡岚谷村人，中国工农红军人物。

## 生平
1930年加入中国工农红军，任红七军团二十一师五十八团战士。1935年在岚谷被当地民团杀害。